# Marcos Senesi
Marcos Senesi (sinh ngày 10 tháng 5 năm 1997) là cầu thủ bóng đá người Argentina chơi ở vị trí hậu vệ đang thi đấu cho câu lạc bộ AFC Bournemouth tại giải Bóng đá Ngoại hạng Anh và Đội tuyển bóng đá quốc gia Argentina.